# Knjižnica Dušana Černeta
Knjižnica Dušana Černeta v Trstu je slovenska knjižnica, ki zbira in hrani vse, kar je v tujini pisanega izšlo v slovenskem jeziku (in tudi kar je v tujini izšlo o Slovencih ali Sloveniji).

## Nastanek Knjižnice Dušana Černeta[2]
Leta 1975 je umrl časnikar in politik Dušan Černe, ki je Slovenski prosveti v Trstu zapustil svojo zasebno knjižno zbirko, ki je vsebovala več kot 500 knjig. Tej zapuščini sta se pridružili tudi tisti, ki sta ju darovala duhovnika Natal Silvani in Ivan Vrečar. Tako je nastala obsežna knjižna zbirka, ki so jo knjižni darovi posameznikov še bogatili. Vse gradivo je začel v prostem času urejati Marjan Pertot, ki je bil svojčas za skoraj dve desetletji zaposlen v Narodni in študijski knjižnici v Trstu.
Knjižnica Dušana Černeta je uradno nastala z notarskim dokumentom 25. novembra 1983 kot samostojni odsek Slovenske prosvete v Trstu (sklep o ustanovitvi Knjižnice so sprejeli na rednem občnem zboru Slovenske prosvete 27. januarja 1983). Od vsega začetka jo je strokovno vodil Marjan Pertot in je hitro navezal stike s slovenskimi izseljenskimi organizacijami in drugimi ustanovami po svetu ter jih povabil, naj pomagajo pri zbiranju slovenskega zdomskega tiska.
Prvenstvene naloge Knjižnice Dušana Černeta so:
- zbiranje vsega zamejskega slovenskega tiska v Italiji
- zbiranje slovenskega koroškega tiska
- zbiranje slovenskega zdomskega tiska
- zbiranje tujejezičnega tiska, ki obravnava probleme Slovencev v zamejstvu in zdomstvu
- zbiranje znanstvenega tiska iz Slovenije, ki obravnava slovenska zamejska in zdomska vprašanja
- navezava stikov s slovenskimi kulturnimi organizacijami v tujini
- navezava stikov s slovenskimi knjižnicami v Sloveniji, predvsem z Narodno in univerzitetno knjižnico in s specializiranimi sorodnimi ustanovami
- prirejanje knjižnih razstav slovenskega in zdomskega tiska
- prirejanje literarnih večerov in predstavitev knjižnih novitet; organizacija kulturnih in zgodovinskih srečanj; nagovarjanje mladih, ustvarjanje stikov med študirajočo mladino v zamejstvu in zdomstvu
- priprava in izdaja najrazličnejših zamejskih in zdomskih bibliografij ter študij, ki so v zvezi z zbranim gradivom
- hranjenje arhivskih dokumentov, ki so v zvezi z zgoraj navedenimi področji

Leta 2003 so se spremenili zakonski predpisi in knjižnica, ki je bila dotlej samostojni odsek Slovenske prosvete, je na ustanovnem občnem zboru 20. novembra 2003 ustanovila kulturno društvo Knjižnica Dušana Černeta - Biblioteca Dušan Černe. Občnega zbora so se udeležili člani društva: Saša Martelanc, Tomaž Simčič, Ivo Jevnikar, Sergij Pahor, Livij Valenčič, Marjan Pertot, Marij Maver, Drago Štoka, Matjaž Rustja, Mitja Petaros in Aleksander De Luisa. V odbor društva so bili izvoljeni: predsednik Ivo Jevnikar, podpredsednik Aleksander De Luisa, tajnik Tomaž Simčič, odbornika Mitja Petaros in Matjaž Rustja. V nadzorni odbor so bili izvoljeni Sergij Pahor, Saša Martelanc in Livij Valenčič. Delo v knjižnici je še naprej vodil Marjan Pertot. Leta 2004 je odbor honorarno zaposlil Lučko Kremžar De Luisa, ki je med drugim knjižničarskim delom tudi vlagala podatke v računalnik, tako se je lahko konec leta 2010 knjižnica vključila v slovenski vzajemni bibliografski sistem COBISS.SI kot polnopravna članica (prej je bila več let pridružena članica). Od leta 1985 knjižnica priložnostno objavlja v mesečniku Mladika Novice Knjižnice Dušana Černeta, da valorizira svoj knjižni fond in da pokaže javnosti, kaj vsega ima v arhivu in pregled delovanja knjižnice .